# Jacobus Kapteyn
Jacobus Cornelius Kapteyn, född 19 januari 1851 i Barneveld, död 18 juni 1922, var en nederländsk astronom. 
Kapteyn är mest känd för sina omfattande studier av Vintergatan och den som först hittade bevis för galaxens rotation. Han utgav också tillsammans med David Gill en katalog över omkring 455 000 stjärnor på södra stjärnhimlen.

## Biografi

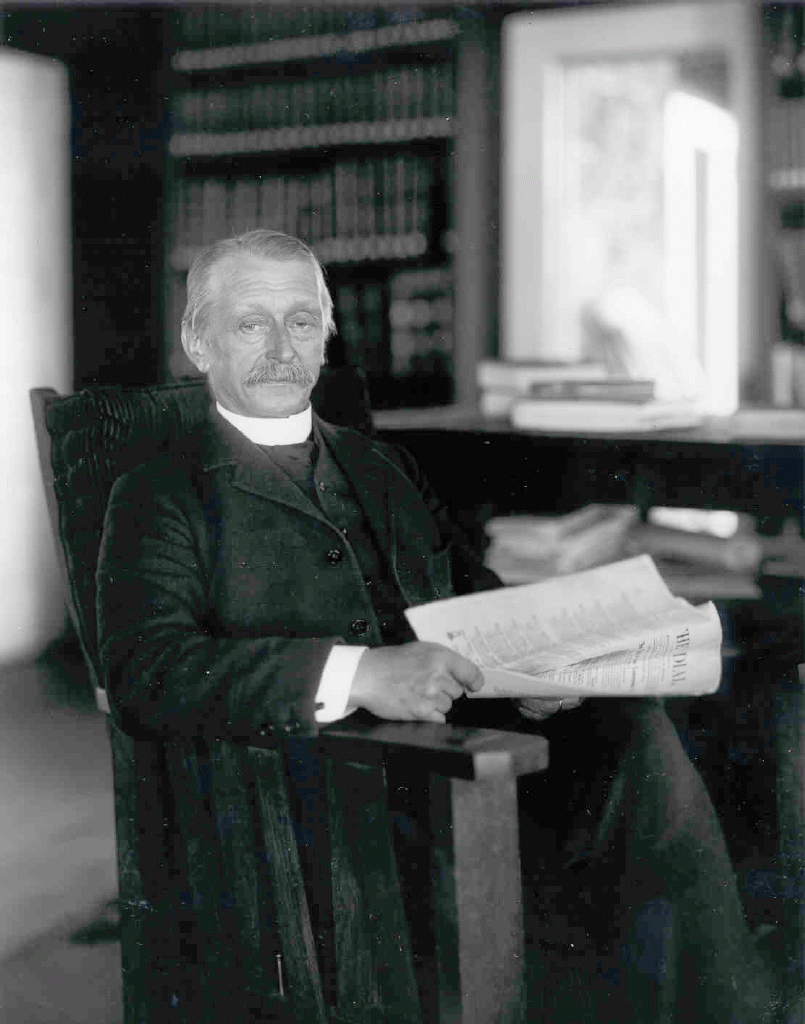
Jacobus Kapteyn.

Kapteyn studerade matematik och fysik vid universitetet i Utrecht. Han doktorerade där 1875 och arbetade sedan några år vid observatoriet i Leiden innan han blev professor i astronomi vid universitetet i Groningen. Där verkade han sedan till sin pensionering 1921 och återgick då till Leiden för att där hjälpa till med att uppgradera och modernisera observatoriet.
Mellan 1896 och 1900 deltog han i ett arbete med att mäta astronomiska fotografier tagna av David Gill vid observatoriet i Kapstaden. Detta resulterade i en katalog med positioner och magnituder över inte mindre än 454 875 stjärnor på södra stjärnhimlen.
År 1897 upptäckte han, som en del i ovanstående arbete, Kapteyns stjärna som länge var den stjärna som har den högsta observerade verkliga hastigheten inom Vintergatan. Idag ligger den på andra plats efter Barnards stjärna.
År 1904 noterade han i samband med sina studier av stjärnors reella rörelse, att denna inte är slumpartad; istället kan många stjärnor i grova drag delas upp i två strömmar som rör sig i motsatt riktning. Dessa data insågs senare vara det första beviset för att vår galax roterar, något som slutligen ledde fram till Bertil Lindblads och Jan Oorts upptäckter på detta område.
År 1906 initierade han en omfattande studie med över 40 observatorier inblandade för att få fram ett representativt statistiskt material om stjärnornas fördelning, spektraltyp, radiell och verklig hastighet i 206 mindre delar, varje del omkring 1 x 1 grad, av himlen. Dessa kallas för Kapteyn's selected areas. Enligt slutresultatet från dessa studier - A first attempt at a theory of the arrangement and motion of the sidereal system - som publicerades strax före hans död 1922 beskrivs Vintergatan som linsformad och omkring 40 000 ljusår i diameter, med solen relativt nära dess centrum (omkring 2000 ljusår). Denna modell av Vintergatan, numera känd som Kapteyns universum, kom senare att visa sig vara felaktig, huvudsakligen beroende på att man inte kände till effekterna av det interstellära mediets absorption av ljuset.
Robert Trumpler kom sedan fram till att dessa var mycket större än vad man trott, vilket ledde fram till nya uppskattningar med en diameter på omkring 100 000 ljusår och solen på omkring 30 000 ljusår från centrum. (Aktuella siffror anger måtten 90 000 resp. 26 000 ljusår)

## Utmärkelser
Kapteyn tilldelades Royal Astronomical Societys guldmedalj 1902, Bruce-medaljen 1913 och James Craig Watson-medaljen samma år. Han invaldes 1914 som ledamot av Kungliga Vetenskapsakademien.
Nedslagskratern Kapteyn på månen och asteroiden 818 Kapteynia är uppkallad efter honom.